# Coeloseris mayeri
Coeloseris mayeri is een rifkoralensoort uit de familie van de Agariciidae. De wetenschappelijke naam van de soort is voor het eerst geldig gepubliceerd in 1918 door Vaughan.